# Gayo (langue)
Cet article concerne la langue gayo. Pour le peuple gayo, voir Gayo.
Le gayo est une langue austronésienne parlée en Indonésie, dans le Nord de l'île  de Sumatra. La langue appartient à la branche malayo-polynésienne des langues austronésiennes.

## Localisation géographique
Le gayo est parlé par la population du même nom, dans la province d'Aceh.

## Classification
Le gayo fait partie des langues sumatra du Nord-Ouest qui sont un des sous-groupes du malayo-polynésien occidental.

## Phonologie
Les tableaux présentent la phonologie du gayo.

### Voyelles
|         | Antérieure | Centrale | Postérieure |
| ------- | ---------- | -------- | ----------- |
| Fermée  | i [i]      |          | u [u]       |
| Moyenne | é [e]      | e [ə]    | ō [o]       |
| Ouverte | o [ɔ]      | a [a]    | ē [ɛ]       |

### Consonnes
|              |              | Bilabiales | Alvéolaires | Dorsales | Dorsales | Glottales |
| ------------ | ------------ | ---------- | ----------- | -------- | -------- | --------- |
| Palatales    | Vélaires     | Bilabiales | Alvéolaires |          |          | Glottales |
| Occlusives   | Sourde       | p [p]      | t [t]       |          | k [k]    |           |
| Occlusives   | Sonore       | b [b]      | d [d]       |          | g [g]    |           |
| Fricative    | Fricative    |            | s [s]       |          |          | h [h]     |
| Affriquée    | Sourde       |            |             | c [t͡ʃ]   |          |           |
| Affriquée    | Sonore       |            |             | j [d͡ʒ]   |          |           |
| Nasale       | Nasale       | m [m]      | n [n]       | ny [ɲ]   | ng [ŋ]   |           |
| liquide      | liquide      |            | l [l]       |          |          |           |
| roulée       | roulée       |            | r [r]       |          |          |           |
| Semi-voyelle | Semi-voyelle | w [w]      |             | y [j]    |          |           |

## Sources
- (en) Adelaar, Alexander, The Austronesian Languages of Asia and Madagascar: A Historical Perspective, The Austronesian Languages of Asia and Madagascar, pp. 1-42, Routledge Language Family Series, Londres, Routledge, 2005,  (ISBN 0-7007-1286-0)
- (id) Idris, Ibrahim; Abdul Gani Asyik; Salmah Yusuf, Sistem Perulangan Bahasa Gayo, Jakarta, Pusat Pembinaan Dan Pengembangan Bahasa Departemen Pendidikan Dan Kebudayaan, 1984.